# Церква Англії
Англіка́нська церква  (лат. Ecclesia Anglicana) або іншими словами Церква Англії (англ. Church of England, C of E) — Помісна і одночасно Єдина, Кафолична і Православна Церква Христова на Островах Британії, згодом також Помісна Римо-Католицька і Помісна, Реформована протестантська Церква, відокремлення якої пов’язане з Князем (Королем) Англії і Великої Британії Генріхом VIII, який у 1534 році, після відмови Отця (Папи) Риму Климента VII анулювати шлюб Князя Генріха VIII і Княгині Катерини Арагонської виступив за відокремлення підопічної йому Помісної Церкви, що й стало причиною реформації в Англії, яка потребувала визнання її Помісної Церкви окремої, незалежної від Папства церкви, котра б відповідала дотриманню інтересів монарха та держави. Усі католицькі догмати та обряди зберігалися, землі й цінності монастирів конфіскувались і переходили у власність Князівства (Королівства), яке уособлював правлячий Князь (Король). Акт про супрематію («верховенство влади») урочисто проголошував, що земна влада тобто опіка над Церквою Англії належить Князю (Королю), а не Отцю (Папі) Риму, однак Князь не має права проповіді чи здійснення Таїнств, тому фактично Головою Церкви в Англії подібно до інших Помісних Церков був і залишається місцевий Архієпископ. Не дивно, що саме Церква Англії вважається державною в Англії, не перебуваючи при цьому у євхаристійному спілкуванні ні з Православною Церквою під опікою Патріархів Сходу ні з Римо-Католицькою Церквою під опікою Отців Риму і Патріархів Заходу, однак вважаючи себе їх єдиною законною спадкоємицею і представницею у Краї в т.ч. в плані спадковості ієрархії, підопічної Архієпископам сиріч Митрополитам Кентеберійським і законності таїнств.

## Загальні відомості
Загалом Церква Англії вважає своїм фундаментом три основні традиції
1. Євангельска, яка пов'язує її з протестантськими течіями та принципами
2. Католицька, яка залишила як основу церкви догмати, обряди, ієрархію католицизму
3. Ліберальна традиція, яка наголошує на важливості використання розуму в теологічних дослідженнях, необхідності визнавати свободу та гуманістичні принципи у діяльності церкви.[3]

Англіканська церква поширилася у таких країнах, як Англія, Північна Ірландія. Англікани, що належать до богословської традиції всесвітньої Церкви, не створили власних догматів або навчання, обов'язкового для всіх церков країни. В англіканському богослов'ї зберігає силу принцип, згідно з яким не слід визначати те, чого сам Бог не визначив у Священному писанні, але не слід і відкидати або змінювати нічого, що не суперечить Божому Слову. Як основні джерела англіканського богослов'я й духовності, а також церковного навчання розглядається Біблія, ранньохристиянські форми віросповідання, три Символи віри (Апостольский, Нікейський, Афанасіївський) і так звані «39 статей» (Thirty-nine Articles).
З часом на церкву дедалі більше впливали різні протестантські рухи, і на теперішній час вона оформилась у напрямок, майже ідентичний лютеранству, але відкидає лютеранське розуміння Євхаристії (Святого Причастя) та пастирського служіння. Усі англіканські церкви світу становлять Англіканська спільнота, до неї, зокрема, відноситься єпископальна церква (США).
Найважливіші питання церковного життя підлягають розглядові в парламенті; вища церковна ієрархія має тісні зв'язки з фінансовими колами і земельною аристократією Англії: їй надано різні привілеї аж до членства в палаті лордів.
Англіканська церква є 13-м найбільшим землевласником Великої Британії, і вона дуже заможна. Станом на 2019 рік має у власності 2 мільярди фунтів на 105 000 акрів землі, на яких розташовані сільськогосподарські угіддя, лісове господарство, права на корисні копалини та деякі історичні будівлі Великої Британії.
Архієпископ Кентерберійський та єпископи Англіканської церкви — це більше, ніж прості впливові люди. Вони тримають фактичну політичну владу. Велика Британія, поряд з Іраном та Ватиканом, залишається однією з трьох держав у світі, яка досі має священнослужителів: 26 «Господарів духовних» з постійним місцем у верхній палаті Великої Британії.

### Основні ознаки
Церква Англії у 20-х р.р. ХХІ ст. характеризується такими ознаками:
- глава церкви — монарх Британії
- збережені догмати та ієрархія католицької церкви (єпископи, пресвітери, диякони).
- після Біблії другою за важливістю є книга молитов Prayer book
- визнаються таїнства Хрещення, Причастя, спокутування гріхів. Як і в католицизмі існує чернецтво.
- не визнається ― влада Папи Римського, Чистилище, індульгенція, вшанування мощей святих та ікон, целібат священників.[2]
- хоча Євхаристія є центральною частиною Богослужіння, перевтілення вина та хліба в Тіло та Кров Христа не визнається[2], або точніше кажучи вважається недоступною людському розумінню[5].
- дозволено служіння жінок і висвячення аж до сану єпископа.
- благословляє одностатеві зв'язки, має священників-геїв

У Церкві Англії зберігається стара католицька обрядність — складна і урочиста.

## Історія
Загальна історія християнства на території нинішньої Британії починається ще у ІІІ ст. у римських колоніях.
Створення відокремленої від Риму церкви було ініційоване верхівкою англійського суспільства і почалося з проголошення «Акту про верховенство», яким Генріха VIII було проголошено «єдиним верховним земним главою англіканської церкви», а всі зв'язки з Римом було розірвано. Після відділення церква виключно негативно відносилась до католицизму, аж до визнання його язичництвом, папу асоціювали з Антихристом. Рішенням Парламенту були закриті всі монастирі, їхнє майно стало власністю короля Генріха VIII. Загалом було закрито 3 тис. монастирів. Надалі чернецтво було відновлене.
Богослужіння в Церкві Англії з самого початку здійснювалося лише англійською мовою.
Разом з розширенням Британської імперії просувалося і англіканське віровчення. Церква Англії є материнською церквою для спільноти англіканських церков по всьому світу — від Полінезії, Індії, Австралії до Африканського континенту та США.
Наприкінці XVII ст. в англіканстві сформувалися три основні течії, т.з. церкви: висока (High Church), низька (Low Church) і широка (Broad Church). Висока церква була більш близькою до католицизму, низька — до протестантизму. З часом низька церква розчинилась у широкій.
З середини ХІХ століття на Ламбертських конференціях єпископів — англікан підіймалося питання загальноцерковної єдності.
У ХІХ столітті існував «Оксфордський рух», який намагався зблизити англіканство з Католицькою Церквою.
Загалом протягом століть англійська церква залишалась більш консервативною порівняно з іншими протестантськими церквами — особливо у питання шлюбу чи гомосексуальності. Але у середині ХХ століття Церква Англії почала активно змінюватися у напрямку лібералізму.

## Наш час
Англіканська Церква — це перша у світі християнська конфесія, яка офіційно дозволила контрацепцію. З 1958 питання використання контрацептивів є питанням, яке вирішує для себе кожна подружня пара опираючись на своє сумління.
З 1986 року дозволено висвячувати жінок на дияконис.
У 1992 році з"явився дозвіл на висвячення жінок у священники, перші жіночі рукоположення відбулися у 1994 році.
У 2002 році документом «Шлюб в церкві після розлучення» церква дозволила повторні шлюби з деякими застереженнями.
Опитування 2002 року виявило, що близько 30 % священників Церкві Англії сумнівається або не вірить у фізичне воскресіння Христа, і лише половина переконана в істинності народження від Діви. Особливо такі сумніви поширені серед ліберально налаштованого духовенства.
З 2014 року Церква Англії може висвячувати жінок на єпископес.
Опитування 2014 року виявило, що близько 2 % священників Церкві Англії вважають Бога «людським творінням», тобто є фактично невіруючими, ще 3 % вірять, що існує якийсь дух або життєва сила. Однак позитивним є той факт, що церква не боїться проводити подібні опитування і розголошувати справжній стан справ.
Палата Єпископів Синоду Церкви Англії дозволила гомосексуальним чоловікам у тривалих відносинах ставати священиками та єпископами. У 2016 році відкритий гей Ніколас Чамберлен став єпископом Церкві Англії.
У 2018 році Церква анонсувала наміри відкриття 100 нових церков і виділила на це 27 млн.фунтів.
Кількість тих, хто відвідує недільні Служби зменшилась з 740 тисяч людей у 2016-му до 690 тисяч у 2019 році.
З 2019 році зважаючи на стрімку втрату вірних в релігійній структурі розпочали велику реформу з ще більшого осучаснення церкви, керуючись основними засадами — сприяння національному благу, збільшення кількості віруючих, оновлення поглядів на богослужіння.
З 2017 по 2020 рік церква витратила понад 240 млн фунтів стерлінгів на різні заходи з метою зупинити падіння кількості віруючих, але безуспішно, що визнав архієпископ Кентерберійський Джастін Велбі. У 20-ті роки ХХІ століття рік кожен рік закривається від 20 до 25 церков по всій Англії.
У 2021 році тільки 1 % населення Британії регулярно відвідував Богослужіння в церквах. Середній вік прихожан англіканської церкви — 61 рік. Тим не менш в планах програми «Оновлення та реформи» мета церкви― подвоїти до 2030 року кількість парафіян віком до 18 років. У 2024 році налічується 12500 парафій Церкви Англії.
Церква в Британії не відділена від держави, тому кожна державна школа має проводити щоденні act of worship, тобто читання молитов.
У 2023 році мала запрацювати спеціальна комісія, яка розгляне гендерне питання стосовно самого Бога і визначить чи варто називати Його як особу чоловічої статі — Він чи Отець. На що пропонують замінити існуючи звернення поки що невідомо.
У 2023-24 роках близько третини священнослужителів Церкви Англії ― жінки. Третю за старшинством у церкві посаду — єпископа Лондона з 2018 року займає Сара Маллаллі, яка позиціонує себе як феміністка і притримується концепції «за вибір», як ліберально називають вибір аборту замість життя, хоча для себе ніби-то скоріше вибирає позицію про-лайф.
Станом на 20-ті р.р. ХХІ століття Церква Англії є однією з найліберальніших християнських церков, яка поблажливо відноситься до абортів, має священників жінок та геїв, благословляє гомосексуальні пари. Стосовно абортів офіційна позиція церкви пояснена як « що можуть існувати суворо обмежені умови, за яких аборт може бути морально кращим за будь-яку доступну альтернативу». Також офіційно церква виступає проти евтаназії.
Важливою причиною лібералізації деякі дослідники вважають «тиск знизу», тобто думку мирян, від яких церква залежить фінансово.
У відповідь на лібералізацію церкви більш консервативна частина віруючих, священників, чернецтва переходить до католицизму.. У 2009 році папою Бенедиктом XVI проголошено Апостольську конституцію «Anglicanorum coetibus», завдяки якій продовжується католицько-англіканський діалог, створюються групи парафій, об'єднані в персональні ординаріати. Ці групи зберігають літургійні та духовні відмінності, характерні для англіканства, але їх очільниками є священники, які діють від імені Римського понтифіка. Станом на  2023 рік 11 англіканських єпископів  перейшли  до католицької церкви. У червні 2024 висвятили першого католицького єпископа з числа колишніх священників Церкви Англії - очільника Персонального ординаріату Божої Матері Волсінґемської Девіда Воллера, колишнього англіканського вікарія.
Наразі в Церкві Англії та інших англіканських церквах існує напрямок англо-католицизму.
Одночасно всередині Церкви Англії відбувається зростання впливу харизматичних ідей, характерних для протестантства, наприклад п'ятидесятництва.
У 2024 році в інтерв’ю тижневику «La Vie» очільник церкви архієпископ Кентерберійський Джастін Велбі визнав, що Більшість англіканських єпископів визнають примат Папи Римського, але в іншому значенні, ніж це було до Реформації. Папа - перший серед рівних,  єдність необхідна, але не означає однодумності, в той же час різні гілки християнства мають вести екуменічний діалог, співпрацювати, любити одні одних у своїй різноманітності.

### Скандали з насильством чи розбещенням неповнолітніх
390 випадків з 1940-х по 2018 рік, коли розбещувачі неповнолітніх зберігали церковний сан і посаду в Англіканській церкві.
У 2018 році було 449 випадків розбещення неповнолітніх.
У Церкві Англії існує спеціальна служба IICSA, яка займється розлідуванням випадків насильства ―фізичного, духовного, сексуального над дітьми та дорослими з боку служителів церкви.

### Ставлення до одностатевих шлюбів
16 листопада 2023 Генеральний Синод Англіканської церкви підтримав пробний план проведення окремих служб для благословення одностатевих пар. На спеціальні служби одностатеві пари зможуть запрошувати рідних і друзів. Передбачається, що вони будуть супроводжуватися проповіддю, музикою, конфетті, як і стандартне церковне вінчання. Рішення було ухвалене 227 голосами. Водночас 203 священнослужителі висловилися проти.
Запровадження даної ініціативи належить Стівену Крофту єпископу Оксфордському. Як він зазначає «експериментальні» богослужіння будуть добровільними. Жодного члена духовенства не змушуватимуть їх проводити. У спільній заяві архієпископів Джастіна Велбі та Стівена Коттрелла значиться «Хоча ця пропозиція була прийнята, ми не недооцінюємо глибину почуттів і будемо роздумувати над усім, що ми почули, та прагнути разом рухатися вперед»
Водночас Даніель Матову, який є мирянином і який є членом Синоду, сказав, що ця пропозиція «повністю не узгоджується зі Словом Божим».
Єпископ Лондона Сара Маллаллі, сказала, що Синод розгляне варіанти, які б дозволили найкраще втілити рішення про благословення одностатевий пар. «Як ми знову переконалися сьогодні, правда полягає в тому, що Англіканська церква не є одностайною в питаннях сексуальності та шлюбу».
Також варто нагадати що у 2023 році єпископи погодилися схвалити спеціальні молитви для благословення одностатевих пар. Також вони домовилися розпочати дворічний процес надання дозволу на спеціальні окремі богослужіння згідно з «канонічним правом».
Також існують літургічні обряди для трансгендерних осіб.
12 листопада 2024 року глава Англіканської церкви Джастін Велбі оголосив про відставку в зв'язку з недостатніми діями церкви у відповідь на повідомлення про випадки насильства у християнських літніх таборах, які сталися у 70-х р.р. ХХ ст.
З 07 січня 2025 року посада Архієпископа Кентерберійського є вакантною. Тимчасовим головою Церкви є архієпископ Йоркський Стівен Коттрелл. Офіційною причиною відставки Велбі названо необхідність реформи захисту в Англіканській Церкві.
Оголошення імені нового архієпископа Кентерберійського можливе восени 2025 року.

## Церква Англії та Україна

### Англіканство в Україні
В Києві діє єдина спільнота Церкви Англії в Україні.

### Міжцерковна підтримка
Англіканська церква провадить послідовну політику підтримки України в її боротьбі проти російського агресора.
7 липня 2022 року глава ПЦУ Епіфаній зустрівся у Лондоні з Джастіном Велбі, Архієпископом Кентерберійським.
30 листопада 2022 Джастін Велбі, архієпископ Кентерберійський, відвідав Київ з трьохденним візитом. Метою візиту була підтримка українців у час війни. Також очільник Церкви Англії закликав вірних по всьому світу молитися за мир в Україні.